# Æthelhard
Æthelhard (también conocido como Aethelheard o Ethelhard) fue obispo de Winchester y después arzobispo de Canterbury desde 793 hasta 805.

## Biografía
Æthelhard fue abad de un monasterio en Louth, Lincolnshire antes de ser elegido para la diócesis de Winchester. Fue consagrado obispo de Winchester entre 759 y 778.
Fue trasladado a Canterbury en el 792 y fue entronizado arzobispo el 21 de julio de 793, la ceremonia fue presidida por Higbert, arzobispo de Lichfield. Para su elección se requirió que el rey Offa de Mercia consultara con Alcuino de York que era el procedimiento adecuado. 
Alrededor de 796, Æthelhard fue depuesto por el rey de Kent Eadberto III Praen ya que Æthelhard había sido nombrado por el rey Offa, su enemigo. Offa murió en 796, y Eadberht tomó el control de Kent lo que obligó a Æthelhard a huir a la corte del hijo de Offa, Ecfrido de Mercia quien murió antes de que el año finalizara, Coenwulf de Mercia tomó el trono.
Alcuino de York intentó persuadir a Æthelhard de volver a Canterbury, y le sugirió hacer una alianza en contra del nuevo arzobispado de Lichfield, pero él no quiso volver mientras Eadberht siguiera en el poder. Alcuino declaraba que el arzobispo de Lichfield había sido elevado a causa de la lujuria de Offa "por el poder". Hay indicios que nunca el clero de Canterbury reconoció la elevación de Lichfield.
Aunque Alcuino despreciaba a Æthelhard por huir de Canterbury, el papado vio la situación de manera diferente. El Papa León III elogió Æthelhard por huir y su negativa de sumisión a Eadberht a quien comparaba con Juliano el Apóstata. Hay indicios que la comunidad de Kent estaba considerando elección de otro arzobispo mientras Æthelhard estuviera en el exilio.
Como el arzobispado de Lichfield había sido establecida por el papado, cualquier cambio en su situación requería la conformidad del Papa. La primera embajada para solicitar la eliminación del arzobispado rival en 797 no tuvo éxito, principalmente porque el papa León III sentía que un cambio tan grande podía sonar como crítica a su antecesor, Adriano I, quien había enviado el palio. Sin embargo en la segunda embajada en 801 se envía al papa una carta de Coenwulf de Mercia en la que recuerda a León el antiguo esquema del papa Gregorio, que establecía dos capitales en Gran Bretaña, una en el norte y otra en el sur, con su base en Londres. La misma embajada llevaba una carta de Æthelhard también, que no ha llegado hasta nuestros días. El Papa respondió a Cenwulf que el arzobispado del sur debía permanecer en Canterbury, excomulgando Eadberht y autorizando su expulsión de Kent si persistía en el exilio de Æthelhard. 
En el año 798 Cenwulf invadió Kent y capturó a Eadberht, que fue cegado y encarcelado. Æthelhard volvió entonces a Canterbury, donde se dedicó a restaurar la sede y recuperar la obediencia de un gran número de obispos del sur. Higbert todavía tenía el título de arzobispo en 799, pero no está claro cuál era su situación. El Papa estuvo involucrado en disputas en Roma entre 799 y 800 y fue incapaz de seguir atendiendo el asunto inglés, por lo que Æthelhard decidió visitar Roma y consultar en persona con León III acerca de la disminución del poder de la sede de Canterbury. Gracias a esta acción el Papa apoyó a Canterbury y degradó a Lichfield al nivel de obispado.
Æthelhard regresó a Inglaterra en 803, y convocó los Concilios de Clovesho que decretaron que ninguna sede arzobispal debía instalarse en el sur de Inglaterra, en las cercanías de Canterbury. Æthelhard proclamó que el papado había sido engañado en elevar Lichfield.
Æthelhard murió el 12 de mayo de 805 y fue enterrado en Canterbury. Más tarde fue santificado y su día de fiesta es el 12 de mayo.
| Predecesor: Jænberht | Arzobispo de Canterbury 793 – 805 | Sucesor: Wulfred |